# Maria Anna Thekla Mozart

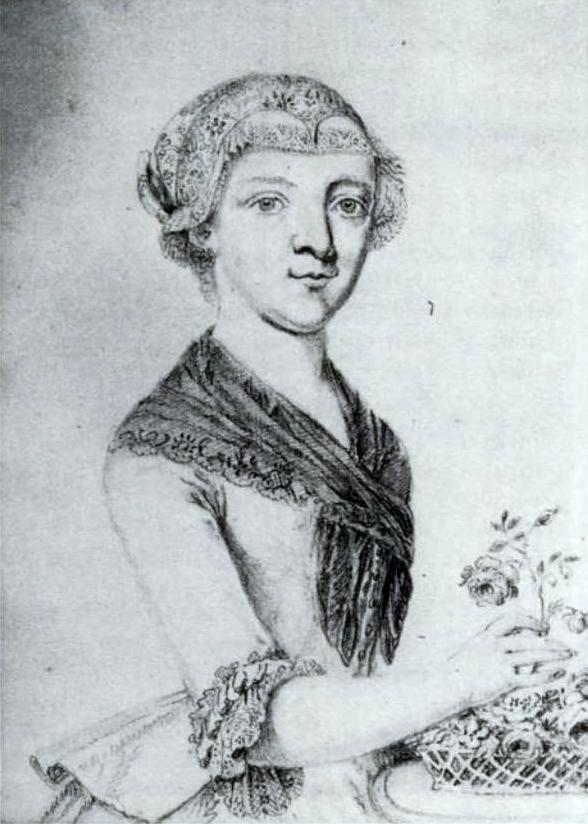
Maria Anna Thekla Mozart. Autorretrato a lápiz de 1777 o 1778. Ubicado en el museo Mozart de Salzburgo.

Maria Anna Thekla Mozart (25 de septiembre de 1758 – 25 de enero de 1841), llamada Marianne, conocida como Bäsle ("primita"), fue la prima de Wolfgang Amadeus Mozart.

## Biografía
Marianne nació en Augsburgo, Alemania. Fue la tercera (y la única que sobrevivió) de las cinco hijas que tuvo Franz Alois Mozart, hermano menor de Leopold Mozart y Maria Victoria Eschenbach. Entre el 11 y el 26 de octubre de 1777, con 19 años de edad, conoció a Wolfgang en Augsburgo. Los jóvenes desarrollaron una íntima relación entre ellos.
Todavía se conservan diez de las cartas que se escribieron, todas de Wolfgang para Marianne. Se las llama las cartas a la "Bäsle" ("Bäsle" es un diminutivo del alemán que significa "primita"). Son impactantes por la abundancia de un humor escatológico y sexual.
Después de que Mozart volviese de París, Marianne aceptó una invitación para visitar a Mozart y a su familia en Salzburgo. Fue a acompañarle a Salzburgo en enero de 1779, procedente de Munich, y se quedó allí durante unos dos meses y medio, a pesar de la desaprobación del padre de Mozart, Leopold. Se cree que ella aspiraba a casarse con Wolfgang. Si esto es cierto, vio su deseo truncado, porque la relación que al principio era tierna entre ambos se enfrió con el tiempo. Se vieron por última vez en Augsburgo, en marzo de 1781.

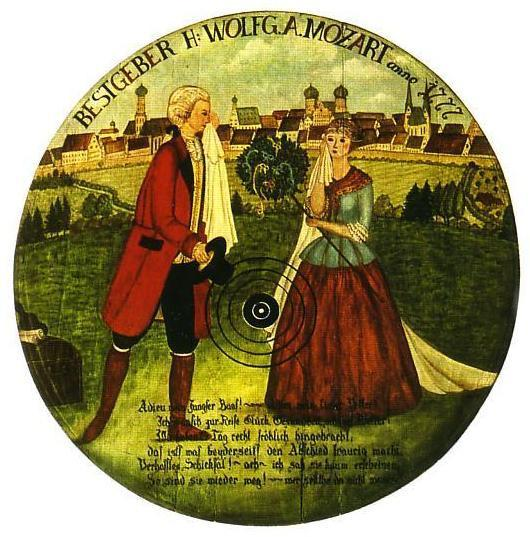
Reconstrucción moderna de una diana para jugar a los dardos Bölzlschiessen, un entretenimiento ligero que practicaba la familia Mozart. La imagen representa una triste despedida entre Marianne y Mozart en 1777.

Marianne fue educada según su rango de ciudadana de la ciudad libre del Sacro Imperio Romano, y de adolescente recibió formación adicional en Múnich. Se la describió como hermosa, tierna, brillante, divertida y enamorada de la vida. En 1784 dio a luz una hija ilegítima, Maria Josepha, cuyo padre, el canónigo Dr. Theodor Franz de Paula Maria Baron von Reibeld (1752–1807), cuidó con generosidad tanto de la madre como de la hija.
Marianne Mozart permaneció soltera toda su vida. Tras la muerte de su madre, que había enviudado en 1791, se fue a vivir con su hija y con su yerno, Franz-Joseph Streitel (que era jefe de la oficina de correos), en 1808. Ya por 1803, su único nieto, Carl Joseph, había fallecido en su infancia. En 1812 se trasladaron a Kaufbeuren y, finalmente, ella y su familia acabaron en Bayreuth en 1814, donde residió hasta su fallecimiento, 27 años más tarde (cincuenta años después que su famoso primo), con 82 años. Sólo 15 meses después, su hija, de 58 años, también murió. Las dos fueron enterradas en el cementerio municipal de Bayreuth, pero no se sabe dónde están las tumbas. En el transcurso de los años, se colocaron dos placas conmemorativas, una de ellas en la misma entrada del cementerio.
En la residencia de Marianne se encontró un retrato de su primo que él le había enviado desde Mannheim en 1778.